# Cherche-Midi-Gefängnis
Das Cherche-Midi-Gefängnis war ein 1847 errichtetes und von 1851 bis 1947 betriebenes Pariser Militärgefängnis. Es befand sich am Boulevard Raspail, Ecke Rue du Cherche-Midi.
König Ludwig XIV. vermachte 1688 den Schwestern von Jesus, dem guten Hirten das Grundstück, das dem Calvinisten Léonard Laudouin gehörte. Nach der Französischen Revolution wurde im Klostergebäude ein Materiallager der französischen Armee errichtet. Nach dem Abbruch des Klosters wurde ab 1847 ein Militärgefängnis nach dem Vorbild des Gefängnisses in Auburn (New York) mit 200 Einzelzellen errichtet. Zu den Insassen gehörten auch politische Häftlinge und Kriegsdienstverweigerer. Im Zweiten Weltkrieg, am 12. Juni 1940, unmittelbar vor dem Einmarsch deutscher Truppen, wurden die Häftlinge in ein Internierungslager in Mauzac (Département Dordogne) gebracht. 
Als sich Frankreich unter deutscher Besatzung befand, wurden von hier Mitglieder der Résistance deportiert, so zum Beispiel der Arzt André Ragot ins KZ Natzweiler. 1940 brach Henri Chamberlin (genannt Henri Lafont), der darauf die „Französischen Gestapo“ Carlingue befehligte, aus der Anstalt aus. In den Jahren 1940 bis 1944 diente das Gefängnis den Besatzern auch als Sammelstelle französischer Juden vor deren Abtransport in die Todeslager.
Nach der Befreiung von Paris wurden dort deutsche Kriegsverbrecher eingesperrt. Seit 1947 wurden alle Insassen in andere Haftanstalten verlegt und das Gebäude diente bis 1950 als Sitz des Militärgerichtes, danach wurde das unbenutzte Gebäude 1966 abgebrochen und 1968 entstand an dessen Stelle der Sitz der École des Hautes Études en Sciences Sociales.
Zu den bekanntesten Insassen des Gefängnisses gehörten u. a. der Artillerie-Offizier Alfred Dreyfus, der Held der französischen Résistance Henri Honoré d’Estienne d’Orves, die Résistance-Kämpferin Agnès Humbert, der Physiker Paul Langevin, der Maler Adolphe Feder, Botschafter Otto Abetz und SS-Obersturmführer Kurt Gerstein. Der im Dienste der Nationalsozialisten als Leiter der Kulturabteilung der deutschen Botschaft in Paris fungierende Romanist Karl Epting berichtet in seinen unter dem Titel Aus dem Cherchemidi erschienenen Pariser Tagebuchaufzeichnungen über den Gefängnisalltag der Jahre 1947–1949.